# 吴蔚荣
吴蔚荣（1963年1月—），男，浙江兰溪人，中华人民共和国政治人物。浙江省委党校研究生学历。曾任台州市人民政府市长，中共台州市委书记。

## 生平
1980年9月参加工作，在海军潜艇学院学习。1983年1月加入中国共产党。1984年8月至1991年9月，任海军指挥学院任教，任见习研究员、讲师。1991年1月至1995年9月，任中共金华市委办公室历任秘书、科长。1995年9月至1998年1月，任金华市经济技术开发区管委会副主任、工委委员。1998年1月-2000年9月，中共磐安县委副书记。2000年9至2002年9月任中共金华市委组织部副部长。
2002年9月至2003年3月，中共义乌市委副书记，代市长。2003年3月至2007年5月，义乌市委副书记，义乌市市长。2007年5月至2009年9月，任金华市市委常委，义乌市委书记。2009年9月至2010年1月，任台州市代市长。2010年1月-2013年3月，任台州市市长。2013年3月-2015年12月，担任中共台州市委书记。
2015年12月25日，与其妻一起被带走协助调查。根据其本人请求，吴蔚荣现已辞去市委书记职务，暂由台州市市长张兵代为主持工作；12月31日，浙江省纪委宣布吴蔚荣涉嫌违纪，目前正在接受组织调查。因涉嫌违纪，2015年12月30日，浙江省第十二届人大常委会第二十五次会议接受其辞去第十二届全国人民代表大会代表职务。